# WWE-pay-per-viewevenementen 1995
De WWE-pay-per-viewevenementen in 1995 bestond uit professioneel worstelevenementen, die door de WWE werden georganiseerd in het kalenderjaar 1995.
In 1995 introduceerde de organisator, toen de World Wrestling Federation (WWF) genaamd, met In Your House nieuwe, jaarlijkse evenement en er werden vijf In Your House shows georganiseerd.

## WWE-pay-per-viewevenementen in 1995
| Datum             | Evenement                         | Locatie                        | Stad                        |
| ----------------- | --------------------------------- | ------------------------------ | --------------------------- |
| 22 januari 1995   | Royal Rumble                      | USF Sun Dome                   | Tampa (Florida)             |
| 2 april 1995      | WrestleMania XI                   | Hartford Civic Center          | Hartford (Connecticut)      |
| 14 mei 1995       | In Your House 1                   | Onondaga War Memorial          | Syracuse (New York)         |
| 25 juni 1995      | King of the Ring                  | CoreStates Spectrum            | Philadelphia (Pennsylvania) |
| 23 juli 1995      | In Your House 2: The Lumberjacks  | Nashville Municipal Auditorium | Nashville (Tennessee)       |
| 27 augustus 1995  | SummerSlam                        | Pittsburgh Civic Arena         | Pittsburgh                  |
| 24 september 1995 | In Your House 3                   | Saginaw Civic Center           | Saginaw (Michigan)          |
| 22 oktober 1995   | In Your House 4                   | Winnipeg Arena                 | Winnipeg                    |
| 19 november 1995  | Survivor Series                   | USAir Arena                    | Landover (Maryland)         |
| 17 december 1995  | In Your House 5: Seasons Beatings | Hersheypark Arena              | Hershey (Pennsylvania)      |